# Carex texensis
Carex texensis är en halvgräsart som först beskrevs av John Torrey och Liberty Hyde Bailey, och fick sitt nu gällande namn av Liberty Hyde Bailey. Carex texensis ingår i släktet starrar, och familjen halvgräs. Inga underarter finns listade i Catalogue of Life.